# Michaił Papawa
Michaił Grigorjewicz Papawa (ros. Михаил Григорьевич Папа́ва ur. 6 listopada 1906, zm. 27 stycznia 1975) – radziecki scenarzysta i dziennikarz. Laureat Nagrody Stalinowskiej. 

## Życiorys
Już jako początkujący dziennikarz pisał o Iwanie Pawłowie, on również przeprowadził z nim słynny ostatni wywiad, w którym to wielki fizjolog Pawłow zwracał się do radzieckiej młodzieży. Na podstawie jego scenariusza w 1949 roku  powstał film biograficzny o Iwanie Pawłowie pt. Życie dla nauki (ros. Академик Иван Павлов) w reżyserii Grigorija Roszala. Michaił Papawa jest również znany jako współautor scenariusza do filmu Dziecko wojny (Иваново детство) Andrieja Tarkowskiego. W 1931 roku ukończył studia na wydziale historyczno-filologicznym Uniwersytetu Moskiewskiego, a w 1938 roku wydział scenariuszowy WGIK. Został pochowany na Cmentarzu Dońskim w Moskwie.

## Wybrane scenariusze filmowe

### Filmy fabularne
- 1944: Ojczyste pola (Родные поля)[4]
- 1949: Życie dla nauki (Академик Иван Павлов)
- 1953: Skanderbeg (Великий воин Албании Скандербег)
- 1962: Dziecko wojny (Иваново детство)

### Filmy animowane
- 1950: Żółty bocian (Жёлтый аист)  (razem z Borisem Brodskinem)
- 1952: Kasztanka (Каштанка) (razem z Borisem Brodskinem)